# Малдонис, Альфонсас Мотеевич
Альфо́нсас Моисе́евич Малдо́нис (лит. Alfonsas Maldonis; 1929—2007) — литовский советский поэт и редактор. Член КПСС с 1961 года. Депутат Совета Национальностей Верховного Совета СССР 10—11 созывов (1979—1989) от Литовской ССР. Народный поэт Литовской ССР (1984).

## Биография
Родился в семье крестьянина. В 1954 году окончил историко-филологический факультет Вильнюсского университета. В 1962—1970 годах — главный редактор издательства «Вага» (Вильнюс). Печатается с 1956 года. Первый сборник стихов — «Середина лета», опубликован в 1958 году, затем вышли сборники «Ветер тучу гонит» (1960), «Солнечный ливень» (1962; Государственная премия Литовской ССР, 1965), «Растут деревья» (1965), «Эти года» (1966), «Водяные знаки» (1969).

## Награды
- Командор ордена Витаутаса Великого (2004)
- Офицер ордена Великого князя Литовского Гядиминаса (1996)
- Медаль Независимости Литвы (2000)
- Орден Трудового Красного Знамени (1979)
- Орден Дружбы народов (1984)
- Народный поэт Литовской ССР (1984)
- Заслуженный деятель искусств Литовской ССР (1974)
- Государственная премия Литовской ССР (1965, 1981)

## Сочинения в русском переводе
- Высокие ноты, М., 1963; Стихи. [Вступительная статья В. Огнева], М., 1971.